# Формула E
Формула E (англ. ABB FIA Formula-E World Championship) — клас автоперегонів, у яких використовуються електромобілі з відкритими колесами, головний турнір — чемпіонат ФІА Формула E. Клас заснований в 2012 році і санкціонований міжнародної автомобільної федерацією, метою його створення стало прагнення створити лабораторію для досліджень і розробки електричних транспортних засобів, що допомагає прискорити популяризацію електромобілів, а також виступає в якості двигуна інновацій та розвитку у поєднанні з технологіями і духом автоспорту. У грудні 2019 року перегони отримали статус Чемпіонату світу, який почне діяти з сезону 2020-21.
Вид спорту заснував іспанський бізнесмен Алехандро Агаг. Чемпіонат є моноформулою, тобто усі команди мають однакову модель боліда, яка модернізується кожні декілька років. Перший чемпіонат Формули E проводився з 2014 по 2015 рік, він почався у вересні з еПрі Пекіну. З сезону 2015-16 у кожної команди з'явився свій постачальник двигунів. Чемпіонат здебільшого проводиться на тимчасових вуличних трасах.

## Огляд

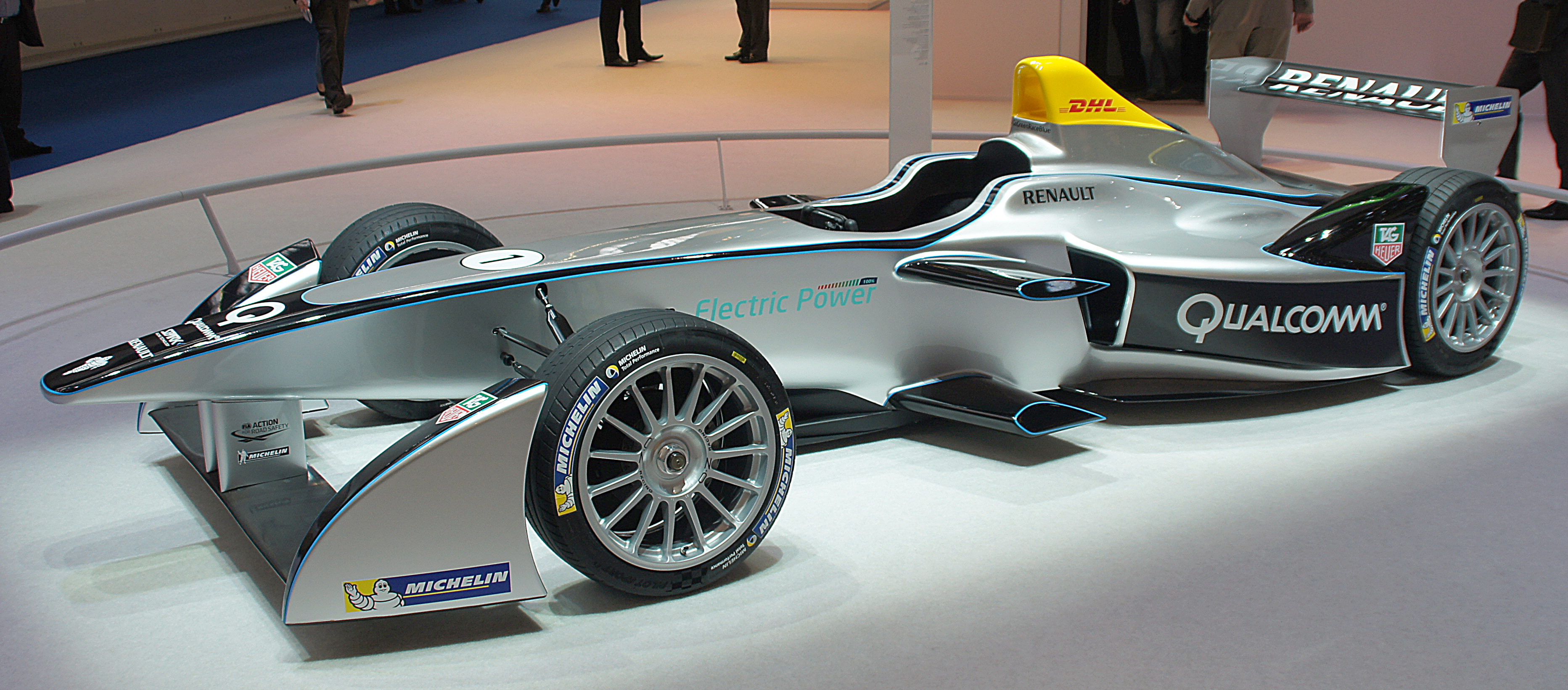
Spark Renault SRT_01 E (FIA Formula E) на Frankfurt Motor Show 2013

У 2012 році з'явилася ідея створити новий клас автогонок на електромобілях, із завданням з 2014 року розпочати проводити міжнародний чемпіонат, а у другій половині 2013 року провести кілька демонстраційних заїздів.
На 65-му автосалоні у Франкфурті 10 вересня 2013 року був представлений перший прототип автомобіля «Spark-Renault SRT 01E», який став стартом проекту .
Чемпіонат Формули E стартував у вересні 2014 року і спочатку планувалося, що в ході першого сезону всі команди будуть використовувати однакові машини, будівництвом яких займається консорціум компаній Dallara, Renault, Spark Racing TechnologySpark Racing Technology, McLaren і Williams.

### Ролі в консорціумі компаній
Компанія Spark Racing Technology займається розробкою і виробництвом машин. (За непідтвердженими даними з'явився ще один учасник по розробці і виробництву машин, схвалений Міжнародною автомобільною федерацією (FIA), — компанія Bluebird Speed Records)
Команда McLaren стала офіційним постачальником електродвигунів, трансмісій, стандартних блоків електронного управління (ECU) і всієї електронної начинки. (Британська компанія почала розробку електродвигуна ще чотири роки тому. В результаті McLaren вдалося створити силову установку потужністю понад 250 к. с., що має обертовий момент 140 Н•м і вагою 25 кілограмів)
Команда Williams проектує і збирає батареї, які будуть використовуватися в чемпіонаті FIA Формула E, що стартував в 2014 році. Обов'язковою умовою є маса блоку акумуляторів — вона не повинна перевищувати 300 кілограмів.
Компанія Dallara бере участь у створенні шасі машини.
Renault проводить технічну експертизу машин Формули E, вироблених Spark Racing Technology, спрямовану для оптимізації електричних і електронних конструкцій, роботи силових установок і трансмісії, а також «для забезпечення безпеки і надійності машин».
Для сезону побудовано 42 таких машини, бо кожен пілот протягом гонки використовує по дві.
Інші компанії, які підписали угоду з Формулою E
- Компанія TAG Heuer стала офіційним хронометристом чемпіонату.
- Американська компанія Qualcomm Incorporated по розробці і дослідженню бездротових засобів зв'язку стала офіційним технологічним партнером серії. В рамках угоди компанія консультує представників Формули E в питаннях нових і більш прогресивних бездротових технологій. Так, вже в 2014 році технологія бездротової зарядки Qualcomm Halo™ Wireless Electric Vehicle Charging (WEVC) адаптована для використання на машинах безпеки Формули E. З другого сезону, вона буде доступна і для гоночних машин серії. Технологія Qualcomm Halo WEVC заснована на резонансній магнітної індукції, яка дозволяє передавати енергію між спеціальним блоком, розташованим на землі, і блоком зарядки на електромобілі. Пілот просто зупиняє машину над блоком, і зарядка починається автоматично. В майбутньому, як сподіваються організатори серії, розвиток цієї технології призведе до використання у Формулі E динамічної підзарядки, завдяки якій батареї машин будуть заряджатися прямо під час перегонів.
- Шинна компанія Michelin стала офіційним постачальником міжнародного чемпіонату.

### Про серію
Колишній гонщик Формули-1 Лукас ді Грассі був призначений в якості офіційного тест-пілота чемпіонату у вересні 2012 року.
Участь у новій серії досить привабливо для команд завдяки екологічності машин і значно нижчими витратами порівняно з Формулою-1. Так, якщо в Ф-1 утримання команди обходиться в середньому 115 мільйонів фунтів, то в Формулі E — лише 3 мільйони. При цьому максимальна швидкість машини буде досягати 225 км/год (обмежено FIA), що значно повільніше Ф-1, але не настільки, щоб дві серії не можна було порівнювати.
Для обмеження витрат під час перегонів в бокси кожної команди допускається тільки вісім чоловік, але в це число не входять гонщики і фахівці, що обслуговують силові установки. Серед них будуть два гоночних інженера, один інженер-телеметрист, чотири механіка та один керівник команди.
Внаслідок обмеженого запасу ходу і неможливості миттєвої зарядки акумуляторів електричних автомобілів під час перегонів гонщики будуть використовувати два автомобіля — А і B.
Приблизно через півгодини після старту пілот залишить автомобіль А, пересяде у другій автомобіль і поїде на ньому.
Формула Е буде прагнути стати серією для топ-пілотів, які будуть приходити з GP2 (з 2017 року називається «Формула-2»), IndyCar, Формули-1. Це і молоді гонщики з досвідом, які знаходяться в середині своєї кар'єри, і гонщики, які йдуть з Формули-1 і не можуть повернутися в GP2/Формулу-2. Серед гонщиків Формули Е, які раніше виступали в " Формулі-1, крім Лукаса ді Грассі, ще Хейккі Ковалайнен, Себастьєн Буемі, Хайме Альгерсуарі, Нельсон Піке-молодший, Жером д'амброзіо, Жан-Ерік Вернь, Нік Хайдфельд, Камуї Кобаясі, Естебан Гутьєррес, Жак Вільньов, Ярно Труллі, вітантоніо Вітантоніо, Бруно Сенна, Карун Чандхок, Шарль Пік, Скотт Спід, Джастін Вілсон і Такума Сато. П'єру Гасли в липні 2017-го вдалося провести 2 перегони у Формулі Е, після чого восени 2017-го він став бойовим пілотом команди Формули-1 Toro Rosso. Те ж саме стосується гонщиків IndyCar.

## Автомобілі

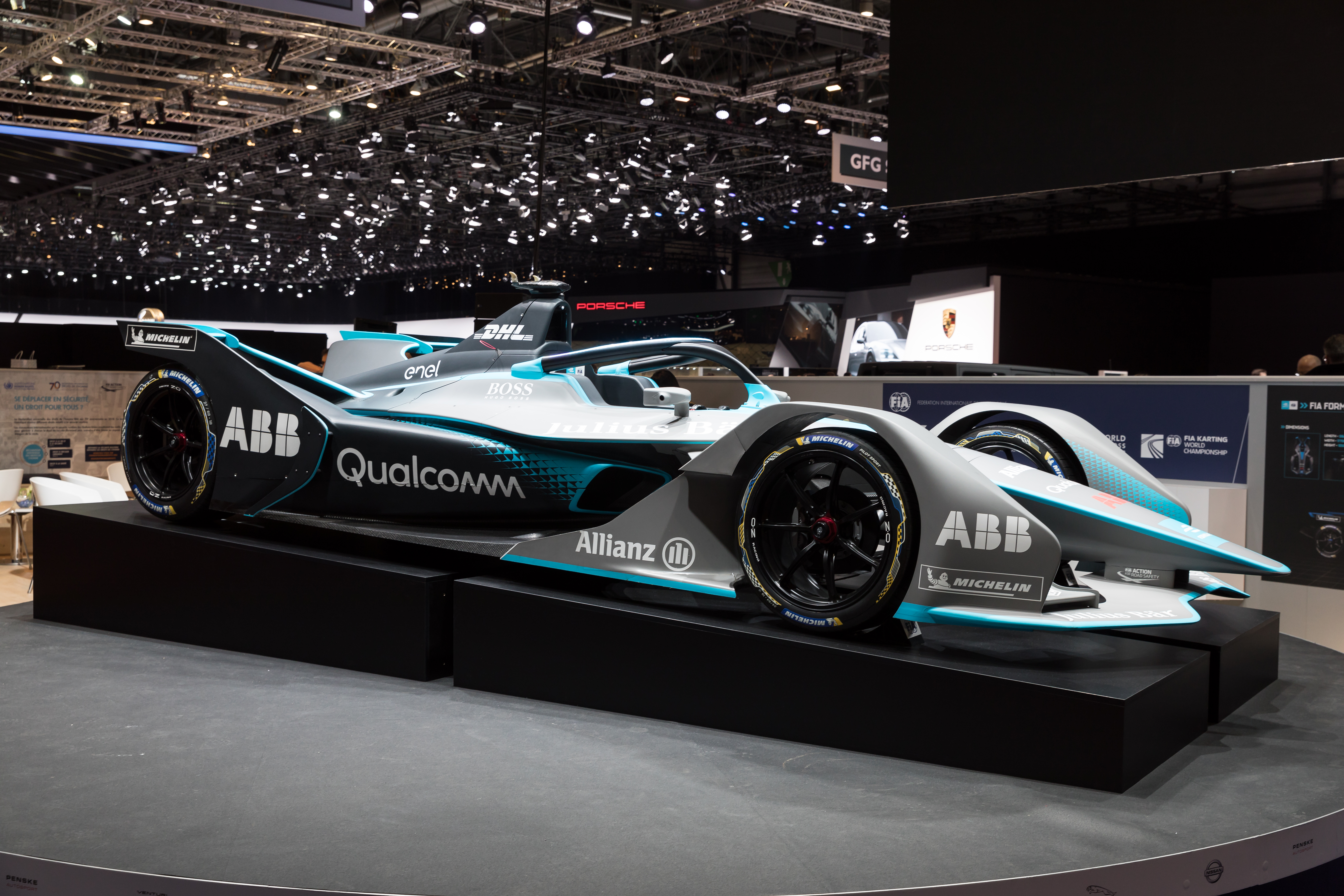
Gen2 Spark SRT 05e на Geneva International Motor Show 2018

- Участь беруть 10 команд, 20 гонщиків, і 40 машин
- У команді  - 2 гонщика і 4 машини

За запевненням офіційного тест-пілота Лукаса ді Грассі, машина досить гучна. Вона не видає такі звуки, як двигун внутрішнього згоряння, звук електромотора низький, чимось схожий на шум літака, що летить. В кокпіті на високій швидкості пілот чує в основному аеродинамічні шуми і звук шин.
Потужність двигуна становить 220 кВт, а крутний момент дуже високий. За словами Лукаса машиною цікаво управляти, але не так просто. За регламентом батарея повинна забезпечувати її роботу протягом 25 хвилин. Тому пілотам необхідно використовувати тактичний підхід до перегонів. 220 кВт еквівалентні 300 кінським силам, проте потужність двигуна можна підняти до 500 л.с., але при цьому дистанція зменшиться вдвічі.

## Технічні характеристики
Загальна конструкція
Аеродинаміка, витримує їзду в аеродинамічній тіні, для полегшення обгонів.
Високий дорожній просвіт і широкий діапазон налаштувань підвіски, що дозволяє їздити центральними  вулицями міста.
Економічна ефективність.
Відповідність правилам безпеки FIA.
Технологія
Використання новітніх технологій, розсовуючи межі майбутнього.
Широке застосування композиційних матеріалів, але обмежене використання найдорожчих вуглецевих волокон.
Розміри
Загальна довжина: 5000 мм (максимум)
Ширина: 1800 мм (максимум)
Висота: 1250 мм (максимум)
Ширина колії: 1300 мм (мінімум)
Дорожній просвіт: 75 мм (максимум.)
Загальна вага (включаючи водія): 800 кг (мінімум) / / одні тільки Батареї 200 кг.
Потужність
Максимальна потужність (обмежена): 200 кВт (270 к.с.)
Гонка в режимі енергозбереження: 133 кВт (180 к.с.)
«Push-to-pass»: 67 кВт (90 к.с.) — (Push-to-pass («натисни, щоб обігнати») — кнопки на рульовому колесі, яка надає гонщику можливість збільшення потужності автомобіля протягом короткого періоду часу. Система призначена, щоб зробити обгін простіше).
Максимальна потужність доступна під час практики і кваліфікації. Під час перегонів включається режим енергозбереження з застосуванням системи «Push-To-Pass», що дозволяє використовувати максимальну потужність протягом обмеженого часу.
Кількість енергії, яка може бути доставлена блоком мотор-генератор до системи акумуляторного зберігання енергії, обмежується в 30 кВт. Це буде постійно контролюватися FIA.
Продуктивність
Прискорення: 0 — 100 км/год (0-62 миль/год) за 3 секунди 
Максимальна швидкість-225 км/год (обмежено FIA)
Рівень шуму в децибелах на великій швидкості буде приблизно 80 дБ (звичайний автомобіль: 70 дБ; автобус: 90 дБ; Формула-1 — 130 дБ)
Двигун
Блок мотор-генератор від McLaren
Дозволено максимум два блоки мотор-генератор
Блок мотор-генератор може бути з'єднаний тільки з задньою віссю
Використання трекшн-контролю заборонено
Тягова батарея
Тягова батарея є акумуляторною системою зберігання енергії (RESS) і постачає електричну енергію до тягового двигуна. Будь-яка бортова батарея, підключена до силового ланцюга, вважається невід'ємною частиною батареї автомобіля.
Акумуляторна система зберігання енергії (RESS)
Акумуляторна система зберігання енергії (RESS) — це система, яка призначена для руху автомобіля з допомогою електродвигуна. Вона повинна потрапляти під наступні відповідності:
— Стандарт FIA
— Максимальна вага батареї та / або конденсатора (RESS) не повинна бути вище 200 кг
Шасі
Шасі / Монокок — структура з вуглецю-алюмінієвих сот зроблена Dallara
Передні і задні крила — структура з вуглецю і Аеро модельована Dallara
Кузов — конструкція — структура з вуглецю-кевлара зроблена Dallara
Коробка передач
Секвентальна з послідовним перемиканням передач
Фіксовані передавальні числа для зменшення витрат
Гальма
Дві стандартні гідравлічні системи, керовані однією педаллю
Матеріал гальм — не регламентовано (свобода вибору)
Гальмівний супорт — перетин кожного поршневого супорта має бути круглим
Сплав гальмівного супорта повинен бути з алюмінію
Колеса і шини
Зроблені на замовлення 18 дюймові шини Michelin з протектором для використання в сухих і вологих умовах
Гоночні магнієві диски — Z. O. Максимальна ширина шин — передній 260 мм / задній 305 мм Максимальний діаметр шин передні 650 мм / задня 690 мм
Електроніка
Електронні системи McLaren ECU/ GCU включаючи систему реєстрації даних
Блок управління електроживлення
Дозволено обладнання для отримання і накопичення даних
Телеметрія не дозволена
Підвіска
Сталеві подвійні поперечні важелі, два амортизатора і торсіони підвіски (спереду) і пружинна підвіска (ззаду)
Регулювання висоти дорожнього просвіту, розвал і сходження
Два спереду / Чотири ззаду регульованих амортизаторів KONI
Регульовані стабілізатори поперечної стійкості (передні/задні)

## Чемпіони

### Чемпіони серед пілотів
| Чемпіони серед пілотів | Чемпіони серед пілотів | Чемпіони серед пілотів | Чемпіони серед пілотів  | Чемпіони серед пілотів    | Чемпіони серед пілотів | Чемпіони серед пілотів      | Чемпіони серед пілотів | Чемпіони серед пілотів | Чемпіони серед пілотів | Чемпіони серед пілотів | Чемпіони серед пілотів | Чемпіони серед пілотів | Чемпіони серед пілотів |
| №                      | Сезон                  | №                      | Пілот                   | Команда                   | Шасі                   | Двигун                      | Поули                  | Пер.                   | Под.                   | Шв. кола               | Бали                   | Отр.                   | Відст.                 |
| ---------------------- | ---------------------- | ---------------------- | ----------------------- | ------------------------- | ---------------------- | --------------------------- | ---------------------- | ---------------------- | ---------------------- | ---------------------- | ---------------------- | ---------------------- | ---------------------- |
| 1                      | 2014–15                | 99                     | Нельсон Піке-молодший   | NEXTEV TCR                | Spark-Renault SRT_01E  | Renault SRT 01-e            | 0                      | 2                      | 5                      | 2                      | 144                    | 11/11                  | 1                      |
| 2                      | 2015–16                | 9                      | Себастьєн Буемі         | Renault e.dams            | Spark-Renault SRT_01E  | Renault Z.E 15              | 3                      | 3                      | 6                      | 5                      | 155                    | 10/10                  | 2                      |
| 3                      | 2016–17                | 11                     | Лукас ді Грассі         | ABT Schaeffler Audi Sport | Spark-Renault SRT_01E  | ABT Schaeffler FE02         | 3                      | 2                      | 5                      | 7                      | 181                    | 12/12                  | 24                     |
| 4                      | 2017–18                | 25                     | Жан-Ерік Вернь          | Techeetah                 | Spark-Renault SRT_01E  | Renault Z.E 17              | 4                      | 4                      | 6                      | 0                      | 198                    | 11/12                  | 54                     |
| 5                      | 2018–19                | 25                     | Жан-Ерік Вернь          | DS Techeetah              | Spark SRT05e           | DS E-Tense FE 19            | 1                      | 4                      | 5                      | 3                      | 136                    | 12/13                  | 15                     |
| 6                      | 2019–20                | 13                     | Антоніу Фелікс да Кошта | DS Techeetah              | Spark SRT05e           | DS E-Tense FE 20            | 2                      | 3                      | 6                      | 2                      | 158                    | 9/11                   | 71                     |
| 7                      | 2020–21                | 17                     | Нік де Вріс             | Mercedes-EQ               | Spark SRT05e           | Mercedes-EQ Silver Arrow 02 | 1                      | 2                      | 4                      | 2                      | 99                     | 15/15                  | 7                      |
| 8                      | 2021–22                | 5                      | Стоффель Вандорн        | Mercedes-EQ               | Spark SRT05e           | Mercedes-EQ Silver Arrow 02 | 2                      | 1                      | 8                      | 0                      | 213                    | 16/16                  | 33                     |

##### Статистика
| Статистика за кількістю титулів | Статистика за кількістю титулів |
| Кількість                       | Пілот                           |
| ------------------------------- | ------------------------------- |
| 2                               | Жан-Ерік Вернь                  |
| 1                               | Себастьєн Буемі                 |
| 1                               | Стоффель Вандорн                |
| 1                               | Нік де Вріс                     |
| 1                               | Лукас ді Грассі                 |
| 1                               | Нельсон Піке-молодший           |
| 1                               | Антоніу Фелікс да Кошта         |

| Статистика за національністю | Статистика за національністю |
| Кількість                    | Національність               |
| ---------------------------- | ---------------------------- |
| 2                            | Бразилія                     |
| 2                            | Франція                      |
| 1                            | Бельгія                      |
| 1                            | Нідерланди                   |
| 1                            | Португалія                   |
| 1                            | Швейцарія                    |

| Статистика за постачальником двигуна | Статистика за постачальником двигуна |
| Кількість                            | Постачальник                         |
| ------------------------------------ | ------------------------------------ |
| 3                                    | Renault                              |
| 2                                    | DS Automobiles                       |
| 2                                    | Mercedes-EQ                          |
| 1                                    | Abt Schaeffler                       |

### Чемпіони серед команд
| 1 | 2014–15 | e.dams Renault            | Spark-Renault SRT_01E | Renault SRT 01-e            | 5 | 4 | 7  | 2 | 232 | 10/11 | 61 |
| 2 | 2015–16 | Renault e.dams            | Spark-Renault SRT_01E | Renault Z.E 15              | 4 | 5 | 9  | 6 | 270 | 9/10  | 49 |
| 3 | 2016–17 | Renault e.dams            | Spark-Renault SRT_01E | Renault Z.E 16              | 3 | 6 | 6  | 7 | 268 | 12/12 | 20 |
| 4 | 2017–18 | Audi Sport Abt Schaeffler | Spark-Renault SRT_01E | Audi e-tron FE04            | 1 | 4 | 11 | 6 | 264 | 12/12 | 2  |
| 5 | 2018–19 | DS Techeetah              | Spark SRT05e          | DS E-Tense FE 19            | 2 | 3 | 6  | 4 | 222 | 13/13 | 19 |
| 6 | 2019–20 | DS Techeetah              | Spark SRT05e          | DS E-Tense FE 20            | 4 | 4 | 9  | 5 | 244 | 10/11 | 77 |
| 7 | 2020–21 | Mercedes-EQ               | Spark SRT05e          | Mercedes-EQ Silver Arrow 02 | 4 | 3 | 6  | 2 | 181 | 15/15 | 4  |
| 8 | 2021–22 | Mercedes-EQ               | Spark SRT05e          | Mercedes-EQ Silver Arrow 02 | 3 | 3 | 11 | 0 | 319 | 16/16 | 24 |

#### Статистика
| Статистика за кількістю титулів | Статистика за кількістю титулів |
| Кількість                       | Команда                         |
| ------------------------------- | ------------------------------- |
| 3                               | Nissan e.dams                   |
| 2                               | DS Techeetah                    |
| 2                               | Mercedes-EQ                     |
| 1                               | Audi Sport Abt Schaeffler       |

| Статистика за національністю | Статистика за національністю |
| Кількість                    | Національність               |
| ---------------------------- | ---------------------------- |
| 3                            | Німеччина                    |
| 3                            | Франція                      |
| 2                            | Китай                        |

| Статистика за постачальником двигуна | Статистика за постачальником двигуна |
| Кількість                            | Постачальник                         |
| ------------------------------------ | ------------------------------------ |
| 3                                    | Renault                              |
| 2                                    | DS Automobiles                       |
| 2                                    | Mercedes-EQ                          |
| 1                                    | Audi                                 |

## еПрі
За аналогією з Формулою-1, де перегони носять назву «Гран-прі», заходи Формули E називаються «еПрі».
Формат заходу
Чемпіонат складається з 11 етапів, що проходять по вуличних трасах міст по всьому світу.
Відкриття сезону відбулося в Пекіні у вересні 2014 року. Чемпіонат тривав до червня 2015 р.: етапи проводилися в десяти провідних містах світу, включаючи Маямі, Берлін, Москви та Лондон, де 10 команд і 20 пілотів демонстровали захоплюючу боротьбу на міських трасах, залучаючи ще більше шанувальників до даного виду спорту з усього світу.
Практика, кваліфікація та перегони буде проходити протягом одного дня в цілях скорочення витрат і зменшення дискомфорту в приймаючому місті.
Вільні заїзди
Згідно з правилами, ранок відводиться на ознайомлення з трасою під час вільних заїздів, які проходять у два етапи: 45-хвилинний і 30-хвилинний. Гонщики мають в наявності дві машини, маючи можливість їх змінювати, якщо буде потрібно. Повна потужність (200 кВт /270 к.с.) доступна протягом усієї практики.
Кваліфікація
Кваліфікаційна сесія триває одну годину. Гонщиків ділять на чотири групи по 5 осіб. У кожної групи є 6 хвилин, щоб показати кращий час проходження траси. Гонщики можуть використовувати тільки один автомобіль і пройти максимум чотири кола — два з яких швидкі. Повна потужність (200 кВт /270 к.с.) доступна протягом усього кваліфікації.
Перегони
Перегони починаються зі стартової решітки і тривають приблизно 50-60 хвилин. Гонщики повинні зробити один обов'язковий піт-стоп, щоб змінити автомобіль. Двигуни будуть переведені в режим енергозбереження (133 кВт /180 к. с.), але їх потужність може бути збільшена до максимальної (200 кВт /270 к.с.) з допомогою обгінної системи Push-to-pass (натисни щоб обігнати).
Чемпіонат
Чемпіонат Формули E проходить серед гонщиків і команд. Система нарахування очок повторює прийняту у Формулі 1; додаткові 3 очки нараховуються за поул-позицію і 2 — за кращий коло.

### Список еПрі

#### еПрі за країною
| еПрі за країною   | еПрі за країною      | еПрі за країною  | еПрі за країною | еПрі за країною |
| Країна            | Назва                | Роки проведення  | Гонок еПрі      | Гонок у країні  |
| ----------------- | -------------------- | ---------------- | --------------- | --------------- |
| Аргентина         | еПрі Буенос-Айреса   | 2015—2017        | 3               | 3               |
| Велика Британія   | еПрі Лондона         | 2015—2016        | 4               | 4               |
| Гонконг           | еПрі Гонконгу        | 2016—2017, 2019  | 4               | 4               |
| Індонезія         | еПрі Джакарти        | —                | 0               | 0               |
| Італія            | еПрі Риму            | 2018—2019        | 2               | 2               |
| Канада            | еПрі Монреалю        | 2017             | 2               | 2               |
| Китай             | еПрі Пекіна          | 2014—2015        | 2               | 3               |
| Китай             | еПрі Саньї           | 2019             | 1               | 3               |
| Малайзія          | еПрі Путраджаї       | 2014—2015        | 2               | 2               |
| Мексика           | еПрі Мехіко Сіті     | 2016—2020        | 5               | 5               |
| Марокко           | еПрі Марракешу       | 2016—2020        | 4               | 4               |
| Монако            | еПрі Монако          | 2015, 2017, 2019 | 3               | 3               |
| Німеччина         | еПрі Берліна         | 2015—2020        | 13              | 13              |
| Південна Корея    | еПрі Сеулу           | —                | 0               | 0               |
| Росія             | еПрі Москви          | 2015             | 1               | 1               |
| Саудівська Аравія | еПрі Ед-Дірійї       | 2018—2019        | 3               | 3               |
| США               | еПрі Лонг-Бічу       | 2015—2016        | 2               | 9               |
| США               | еПрі Маямі           | 2015             | 1               | 9               |
| США               | еПрі Нью-Йорк Сіті   | 2017—2019        | 6               | 9               |
| Уругвай           | еПрі Пунта-дель-Есте | 2014—2015, 2018  | 3               | 3               |
| Франція           | еПрі Парижа          | 2016—2019        | 4               | 4               |
| Чилі              | еПрі Сантьяго        | 2018—2020        | 3               | 3               |
| Швейцарія         | еПрі Цюриху          | 2018             | 1               | 2               |
| Швейцарія         | еПрі Швейцарії       | 2019             | 1               | 2               |

#### еПрі за сезоном

##### 2014—2020
| №  | 2014–15         | 2015–16         | 2016–17       | 2017–18         | 2018–19       | 2019–20     |
| -- | --------------- | --------------- | ------------- | --------------- | ------------- | ----------- |
| 1  | Пекін           | Пекін           | Гонконг       | Гонконг         | Ед-Дірійя     | Ед-Дірійя   |
| 2  | Путраджая       | Путраджая       | Марракеш      | Гонконг         | Марракеш      | Ед-Дірійя   |
| 3  | Пунта-дель-Есте | Пунта-дель-Есте | Буенос-Айрес  | Марракеш        | Сантьяго      | Сантьяго    |
| 4  | Буенос-Айрес    | Буенос-Айрес    | Мехіко Сіті   | Сантьяго        | Мехіко Сіті   | Мехіко Сіті |
| 5  | Маямі           | Мехіко Сіті     | Монако        | Мехіко Сіті     | Гонконг       | Марракеш    |
| 6  | Лонг-Біч        | Лонг-Біч        | Париж         | Пунта-дель-Есте | Санья         | Берлін      |
| 7  | Монако          | Париж           | Берлін        | Рим             | Рим           | Берлін      |
| 8  | Берлін          | Берлін          | Берлін        | Париж           | Париж         | Берлін      |
| 9  | Москва          | Лондон          | Нью-Йорк Сіті | Берлін          | Монако        | Берлін      |
| 10 | Лондон          | Лондон          | Нью-Йорк Сіті | Цюрих           | Берлін        | Берлін      |
| 11 | Лондон          |                 | Монреаль      | Нью-Йорк Сіті   | Швейцарія     | Берлін      |
| 12 |                 |                 | Монреаль      | Нью-Йорк Сіті   | Нью-Йорк Сіті |             |
| 13 |                 |                 |               |                 | Нью-Йорк Сіті |             |

## Телетрансляції
Трансляція всіх етапів здійснюється на офіційному сайті серії.. Також трансяції проводять на телеканалах, запис гонки з англійськими коментарями викладають на офіційний YouTube-канал.